# Hackarpssjön
Hackarpssjön är en sjö i Falkenbergs kommun i Halland och ingår i Ätrans huvudavrinningsområde. Sjön är 10,3 meter djup, har en yta på 0,0969 kvadratkilometer och är belägen 103,1 meter över havet. Sjön avvattnas av vattendraget Högvadsån.

## Delavrinningsområde
Hackarpssjön ingår i det delavrinningsområde (634398-131765) som SMHI kallar för Ovan Skärshultaån. Medelhöjden är 129 meter över havet och ytan är 26,01 kvadratkilometer. Räknas de 6 avrinningsområdena uppströms in blir den ackumulerade arean 131,7 kvadratkilometer. Högvadsån som avvattnar avrinningsområdet har biflödesordning 2, vilket innebär att vattnet flödar genom totalt 2 vattendrag innan det når havet efter 49 kilometer. Avrinningsområdet består mestadels av skog (85 procent). Avrinningsområdet har 0,72 kvadratkilometer vattenytor vilket ger det en sjöprocent på 2,8 procent.